# Snowboard aux Jeux olympiques de 2014 - Slopestyle femmes
Navigation
Pyeongchang 2018
Le slopestyle féminin des Jeux olympiques d'hiver de 2014 a lieu le 9 février 2014 à 10 h 30 puis à 13 h 15 au parc extrême Rosa Khutor. Les qualifications eurent lieu un jour avant la cérémonie d'ouverture soit le 6 février 2014 à 10 h 00. C'est la première apparition de cette épreuve aux Jeux olympiques d'hiver.

## Médaillés
| Or                   | Argent               | Bronze            |
| Jamie Anderson (USA) | Enni Rukajärvi (FIN) | Jenny Jones (GBR) |

## Résultats

### Qualifications
Q = Qualifié directement pour la finale
q = Qualifié pour la demi-finale
| Rang | Groupe | Dossard | Athlète          | Nationalité        | Manche 1 | Manche 2 | Meilleur | Notes |
| ---- | ------ | ------- | ---------------- | ------------------ | -------- | -------- | -------- | ----- |
| 1    | 1      | 5       | Isabel Derungs   | Suisse             | 82.50    | 87.50    | 87.50    | Q     |
| 2    | 1      | 11      | Torah Bright     | Australie          | 82.75    | 65.00    | 82.75    | Q     |
| 3    | 1      | 4       | Spencer O'Brien  | Canada             | 74.25    | 87.25    | 87.25    | Q     |
| 4    | 1      | 8       | Enni Rukajärvi   | Finlande           | 79.00    | 23.75    | 79.00    | Q     |
| 5    | 1      | 1       | Jenny Jones      | Grande-Bretagne    | 74.25    | 21.75    | 74.25    | q     |
| 6    | 1      | 10      | Rebecca Torr     | Nouvelle-Zélande   | 70.75    | 33.75    | 70.75    | q     |
| 7    | 1      | 6       | Christy Prior    | Nouvelle-Zélande   | 67.50    | 70.50    | 70.50    | q     |
| 8    | 1      | 9       | Stefi Luxton     | Nouvelle-Zélande   | 59.75    | 34.25    | 59.75    | q     |
| 9    | 1      | 3       | Sina Candrian    | Suisse             | 58.25    | 36.50    | 58.25    | q     |
| 10   | 1      | 7       | Aimee Fuller     | Grande-Bretagne    | 44.50    | 39.00    | 44.50    | q     |
| 11   | 1      | 12      | Shelly Gotlieb   | Nouvelle-Zélande   | 18.00    | 30.75    | 30.75    | q     |
| 12   | 1      | 2       | Kjersti Buaas    | Norvège            | 12.50    | 17.75    | 17.75    | q     |
| 1    | 2      | 14      | Anna Gasser      | Autriche           | 89.50    | 95.50    | 95.50    | Q     |
| 2    | 2      | 18      | Jamie Anderson   | États-Unis         | 93.50    | DNS      | 93.50    | Q     |
| 3    | 2      | 20      | Elena Koenz      | Suisse             | 86.25    | 38.00    | 86.25    | Q     |
| 4    | 2      | 22      | Karly Shorr      | États-Unis         | 45.00    | 84.75    | 84.75    | Q     |
| 5    | 2      | 17      | Šárka Pančochová | République tchèque | 77.75    | 33.75    | 77.75    | q     |
| 6    | 2      | 16      | Jenna Blasman    | Canada             | 60.25    | 51.50    | 60.25    | q     |
| 7    | 2      | 23      | Jessika Jenson   | États-Unis         | 34.00    | 58.50    | 58.50    | q     |
| 8    | 2      | 15      | Silje Norendal   | Norvège            | 31.00    | 39.00    | 39.00    | q     |
| 9    | 2      | 19      | Cheryl Maas      | Pays-Bas           | 18.00    | 31.25    | 31.25    | q     |
| 10   | 2      | 21      | Merika Enne      | Finlande           | 17.00    | DNS      | 17.00    | q     |
| 11   | 2      | 13      | Ty Walker        | États-Unis         | 1.00     | DNS      | 1.00     | q     |

### Demi-finale
Q = Qualifié directement pour la finale
| Rang | Dossard | Athlète          | Nationalité        | Manche 1 | Manche 2 | Meilleur | Notes        |
| ---- | ------- | ---------------- | ------------------ | -------- | -------- | -------- | ------------ |
| 1    | 17      | Šárka Pančochová | République tchèque | 90.50    | 22.50    | 90.50    | Q            |
| 2    | 3       | Sina Candrian    | Suisse             | 84.25    | 81.50    | 84.25    | Q            |
| 3    | 1       | Jenny Jones      | Grande-Bretagne    | 82.25    | 83.25    | 83.25    | Q            |
| 4    | 15      | Silje Norendal   | Norvège            | 16.75    | 78.75    | 78.75    | Q            |
| 5    | 23      | Jessika Jenson   | États-Unis         | 72.00    | 50.50    | 72.00    |              |
| 6    | 13      | Ty Walker        | États-Unis         | 66.00    | 43.75    | 66.00    |              |
| 7    | 12      | Shelly Gotlieb   | Nouvelle-Zélande   | 63.25    | 33.75    | 63.25    |              |
| 8    | 9       | Stefi Luxton     | Nouvelle-Zélande   | 18.25    | 60.25    | 60.25    |              |
| 9    | 7       | Aimee Fuller     | Grande-Bretagne    | 33.75    | 37.50    | 37.50    |              |
| 10   | 10      | Rebecca Torr     | Nouvelle-Zélande   | 27.25    | 32.50    | 32.50    |              |
| 11   | 16      | Jenna Blasman    | Canada             | 32.25    | 10.50    | 32.25    |              |
| 12   | 19      | Cheryl Maas      | Pays-Bas           | 30.75    | 14.75    | 30.75    |              |
|      | 6       | Christy Prior    | Nouvelle-Zélande   |          |          |          | Non partante |
|      | 2       | Kjersti Buaas    | Norvège            |          |          |          | Non partante |
|      | 21      | Merika Enne      | Finlande           |          |          |          | Non partante |

### Finale
| Rang                                | Dossard | Athlète          | Nationalité        | Manche 1 | Manche 2 | Meilleur | Notes |
| ----------------------------------- | ------- | ---------------- | ------------------ | -------- | -------- | -------- | ----- |
| Médaille d'or, Jeux olympiques      | 18      | Jamie Anderson   | États-Unis         | 80.75    | 95.25    | 95.25    |       |
| Médaille d'argent, Jeux olympiques  | 8       | Enni Rukajärvi   | Finlande           | 73.75    | 92.50    | 92.50    |       |
| Médaille de bronze, Jeux olympiques | 1       | Jenny Jones      | Grande-Bretagne    | 73.00    | 87.25    | 87.25    |       |
| 4                                   | 3       | Sina Candrian    | Suisse             | 77.25    | 87.00    | 87.00    |       |
| 5                                   | 17      | Šárka Pančochová | République tchèque | 86.25    | 20.00    | 86.25    |       |
| 6                                   | 22      | Karly Shorr      | États-Unis         | 39.00    | 75.00    | 75.00    |       |
| 7                                   | 11      | Torah Bright     | Australie          | 64.75    | 66.25    | 66.25    |       |
| 8                                   | 5       | Isabel Derungs   | Suisse             | 58.50    | 15.25    | 58.50    |       |
| 9                                   | 20      | Elena Könz       | Suisse             | 24.50    | 54.50    | 54.50    |       |
| 10                                  | 14      | Anna Gasser      | Autriche           | 49.00    | 51.75    | 51.75    |       |
| 11                                  | 15      | Silje Norendal   | Norvège            | 49.50    | 32.00    | 49.50    |       |
| 12                                  | 4       | Spencer O'Brien  | Canada             | 30.00    | 35.00    | 35.00    |       |